# Jan Martín
Jan Fernando Martín Sonneborn (Hannover, 20 novembre 1984) è un ex cestista spagnolo con passaporto tedesco e israeliano.
Figlio di Fernando Martín, primo giocatore spagnolo a militare nella NBA, è stato il primo giocatore spagnolo a giocare nella Ligat Winner (Superliga di Pallacanestro di Israele). Nella stagione 2010-11 nelle file di Maccabi Ashdod B.C. è stato nominato giocatore rivelazione dell'anno.

## Carriera da giocatore
Figlio del primo giocatore spagnolo a giocare nel NBA, Fernando Martín, e della modella tedesco-israeliano Petra Sonneborn, è nipote del giocatore di basket Antonio Martín Espina.

### In Spagna
Il giocatore si è formato nelle formazioni giovanili del Maccabi Haifa BC e del Real Canoe Natación Club, ed ha esordito giocando nel campionato EBA con il Real Canoe Natación Club nelle stagioni 2000-01 e 2001-02. Nel 2002-03 e 2003-04 è passato al CB Estudiantes, dove ha disputato anche 4 partite del campionato ACB.
Nella stagione 2004-05 ha fatto parte del Baloncesto Fuenlabrada, con cui ha conseguito la promozione in ACB. Nella stagione 2005-06 ha giocato per il Pamesa Castellón in LEB mettendo a referto una media di 12,4 punti, 6,2 rimbalzi e 1,1 assist.
Nel 2006-07 è passato al Real Madrid Baloncesto disputando la LEB Plata, e risultando il giocatore più impiegato (29.5 minuti giocati di media), il miglior realizzatore (12.3 punti di media) e ottenendo la seconda valutazione media più alta. Ha giocato tre partite in ULEB Cup, il primo di questi incontri era contro PAOK Salonicco. Ha debuttato in ACB con la maglia della Real Madrid Baloncesto, canotta che aveva già vestito il padre, il 4 febbraio 2007 nella partita contro il CB Granada.
Nella stagione successiva è tornato nella squadra B del Real Madrid nella lega LEB Bronzo, dove è stato il vero leader della sua squadra, con più minuti giocati (31,2) risultando ancora il miglior realizzatore (15,7), il miglior rimbalzista (6,9) e il giocatore con la valutazione più alta (14,8). In questa stagione ha guidato la sua squadra ai play-off con 15,5 punti, 6,7 rimbalzi, 1,6 assist e 0,9 stoppate.
Nella stagione 2008-09 è arrivato al CB Illescas LEB Oro dove ha iniziato la stagione con buone risultati (6,5 punti di media con il 50% T2, T3 37% e il 88% TL) e 3,4 rimbalzi in 18,1 minuti.

### In Israele
Nel 2009 ha sostenuto il provino per il Maccabi Tel Aviv B.C.. Il provino ha avuto esito positivo e la squadra ha deciso di tesserarlo salvo poi cederlo all'Elitzur Yavne. In questa squadra ha giocato da Ala piccola realizzando in media 15,8 punti, 5,1 rimbalzi e 1,5 assist.
Come ricompensa nel 2010-11 ha giocato nella prima divisione israeliana nel Maccabi Ashdod, insieme a Meir Tapiro, nazionale israeliano da diversi anni, e Niv Berkowitz, figlio del leggendario Miki Berkovich.
Nella stagione 2011-12 ha firmato per l'Hapoel Gilboa Galil Elyon, squadra della prima divisione israeliana, riuscendo a conquistare l' International League Balkan. La sua ultima tappa in Israele è stata nel 2012 all'Hapoel Eilat B.C..

### Ritorno in Spagna
Nel 2013 è ritornato in Spagna per vestire la maglia del Club Basket Bilbao Berri durante la pre-season di ACB, in sostituzione di Germán Gabriel, impegnato con nazionale spagnola negli Europei. Nell'ultima partita disputata con questa squadra è risultato uno dei migliori in campo, realizzando 10 punti contro il Cajasol di Aíto García Reneses.
Nel settembre 2013 si accorda con il Club Deportivo Estudio per giocare nel Gruppo B del campionato EBA. Nella decima giornata della stagione risulta essere il miglior giocatore della settimana con 17 punti, 16 rimbalzi, 5 assist, 4 palle rubate e 2 stoppate per un 34 di valutazione.

### Nazionale spagnola
Internazionale con la juniores spagnola Nazionale e U20, ha giocato con Rudy Fernández e Marc Gasol. Ha esordito con la squadra juniores nel Torneo Internazionale di Corfù nel 2001 segnando 7 punti e catturando 4 rimbalzi e diventando ben presto un punto di riferimento della squadra.
Vice-campione nel Torneo Albert Schweitzer 2002, è stato un riferimento assoluto all'interno della squadra come dimostrato nella prima partita segnando 29 punti contro la Jugoslavia.

## Premi e realizzazioni

### Selezione spagnola
Medaglia d'argento nel Torneo Albert Schweitzer 2002.

### CB Estudiantes
- Secondo classificato Liga ACB nel 2003-04.

### Baloncesto Fuenlabrada
- Campione della Copa Príncipe de Asturias nel 2004-05.
- Campione della Liga Española de Baloncesto nel 2004-05.

### Galil Gilboa
- Campione della International League Balkan nel 2011-12.

### Individuale
- MVP nel Torneo Internazionale Alcobendas, nel 2002.
- Giocatore rivelazione nel Ligat Winner nel 2010-11.